# Британски институт за стандартизация
Британският институт за стандартизация (на английски: British Standards Institution, BSI) е британска организация, занимаваща се с координация на дейността по разработване на стандарти въз основата на споразумение между всички заинтересовани страни и с приемането на стандарти за широк спектър продукти и услуги, а също предоставя на компаниите услуги по сертификация и стандартизация. Действа в съответствие с Кралска харта (Royal Charter), постановена за пръв път през 1929 г. и преразгледана през 1998 г. BSI е член на Международната организация по стандартизация (ISO).
Организацията започва дейността си през 1901 г. като комитет от инженери, които определят стандарти за стомана. Прилагайки тези стандарти, британските индустриалци произвеждат все по-качествена и конкурентоспособна продукция. Впоследствие комитетът разширява работата си по стандартизация в други области, като приема името British Standards Institution през 1931 г., след като получава Кралската харта (Royal Charter) през 1929 г. През 1998 г. ревизия на Хартата дава възможността на организацията да диверсифицира дейността си и да развие и други бизнеси, а търговското наименование е променено на BSI Group.
През 2021 г. в BSI е назначена първата жена главен изпълнителен директор – Сюзън Тейлър Мартин. 
Институтът вече над 100 години е лидер в предоставянето на бизнес решения в областта на системи по мениджмънт на организации по цял свят. BSI Group предлага пълен набор от услуги по сертификация на системи по мениджмънт и на продукция, както и услуги по стандартизации и всички видове обучение в тези области.
Групата BSI има щат от 5089 служители (2019).